# 榊原優子
榊原 優子（さかきばら ゆうこ、2月24日 - ）は、日本の元女性モデル。身長171cm

## 来歴・人物
千葉県出身。1994年ホリプロタレントスカウトキャラバンを経て、ホリ・エージェンシーから本名の榊原優子としてモデルデビュー。1995年には月刊誌おちゃっぴーの表紙、週刊ヤングジャンプに掲載されるなど、モデル活動を行う。1997年に芸能活動を引退。

## 出演

### 本・雑誌掲載
- 1994年月刊誌 「おちゃっぴー」(表紙)
- 1995年月刊誌 「おちゃっぴー」(表紙)
- 1995年「週刊ヤングジャンプ」

他多数